# King's Quest V: Absence Makes the Heart Go Yonder!
King's Quest V: Absence Makes the Heart Go Yonder! is een grafisch avonturenspel van Sierra Entertainment uit 1990. Het spel is grafisch gezien opmerkelijk beter dan eerdere spellen uit de reeks, wat te danken is aan de VGA-resolutie die 256 kleuren ondersteunt. Ook is dit het eerste spel uit de reeks waar de tekstinterpreter werd vervangen door het principe van point and click.
King's Quest V werd door Computer Gaming World in 1991 verkozen tot "Beste avonturenspel van het jaar".
Later werd het spel heruitgebracht op cd-rom waar de dialogen werden ingesproken.

## Verhaal
Aan het kasteel van Daventry arriveert een mysterieuze man in mantel. Hij spreekt een toverspreuk uit over het kasteel. Daarop komt een wervelwind dewelke het kasteel opzuigt en neemt alles wat zich binnen de muren bevindt met zich mee. Tijdens dit incident was koning Graham niet aanwezig. Wanneer hij even later thuiskomt, is hij verbaasd dat het kasteel verdwenen is. De pratende uil Cedric legt hem uit wat er gebeurde.
Volgens Cedric was de mysterieuze man de kwaadaardige tovenaar Mordack en dient Graham naar het land Serenia te gaan waar de goede magiër Crispin woont. Crispin geeft Graham wat advies, een oude toverstok en een gedeelte van een magische witte slang waardoor Graham met de dieren kan praten.
Graham achterhaalt dat Mordack de broer is van de tovenaar Mannanan. Grahams zoon Alexander heeft in King's Quest III: To Heir is Human een toverspreuk gebruikt waardoor Mannanan nu een kat is. Mordack heeft uit wraak het kasteel van Daventry en zijn inwoners nu gegijzeld. Hij wil de inwoners omvormen tot muizen en deze voeren aan Mannanan, tenzij Mannanan terug wordt omgetoverd naar zijn eigen voorkomen. Uiteindelijk kan Graham zijn familie en kasteel redden van de ondergang.

## Cedric de uil
De uil Cedric vergezelt Graham tijdens zijn ganse reis. Hij tracht advies en commentaar te geven, hoewel deze opmerkingen meestal niet veel nut hebben. De uil dient ook een paar keer gered te worden uit hachelijke situaties. Enkel op het einde van het spel is de aanwezigheid van Cedric noodzakelijk omdat hij de enige blijkt te zijn die een toverspreuk op Graham ongedaan kan maken.
Over het algemeen wordt Cedric door de spelersgemeenschap aanzien als een irritant personage. De dialogen van Cedric waren humoristisch bedoeld, maar veel spelers ervoeren dit zo niet. Het personage verschijnt later nog in diverse spellen, maar wordt meestal in een negatief daglicht geplaatst, zoals:
- Het spel Owl's Quest: Every Owl has it's Day is een parodiespel met Cedric als hoofdpersonage.
- In Space Quest IV is Cedric de vijand in het minispel "Ms. Astro Chicken".
- In Space Quest 6 zijn er verwijzingen naar Cedric wanneer Roger een lift tracht te openen
- In Freddy Pharkas: Frontier Pharmacist zit Cedric op een cactus. Later in het spel blijkt hij te zijn gestorven en wordt hij door aasgieren opgegeten.
- Veel conversaties in het pandjeshuis in King's Quest VI gaan over Cedric en andere problemen uit King's Quest V en eerdere spellen.
- In Quest For Glory: Shadow of Darkness dient de speler een raadsel op te lossen. Een van de mogelijke antwoorden is een verwijzing naar Cedric.

## Samenhang verhaal met andere spellen
Hoewel King's Quest V op zich grotendeels een alleenstaand verhaal is, is er toch een samenhang met andere spellen, waaronder:
- Het land Serenia werd al bezocht in het spel Wizard and the Princess, wat later voor IBM PC uitkwam onder de naam "Adventure in Serenia". Dit spel behoort niet tot de officiële King's Quest-reeks, maar heel wat personages en locaties komen terug voor in King's Quest V.
- De transformatie van Manannan naar een kat was nodig om het spel King's Quest III uit te kunnen spelen. Deze actie is aanleiding van de verhaallijn van King's Quest V.
- In King's Quest V ontmoet Alexander de slavin Cassima. Zij wordt in het spel bevrijdt. Tijdens het spel vermeldt Alexander dat hij Cassima misschien wel ooit zal bezoeken. Dit is ook wat gebeurt aan het begin van King's Quest VI: Heir Today, Gone Tomorrow.

## Verschillen tussen floppy disk en cd-rom
- In de versie op diskettes (zowel EGA als VGA) dient Graham regelmatig een toverspreuk te gebruiken. Deze spreuk moet de speler opzoeken in de handleiding en dient zodanig als een vorm van kopieerbeveiliging. Deze optie is niet meer aanwezig op de cd-rom-versie omdat men destijds dacht dat thuisgebruikers toch nooit in staat zouden zijn om cd's te kopiëren.
- De interface van de diskette-versie wijkt ietwat af met deze van de cd-rom.
- Van verscheidene personages is er op de disketteversie een close up. Deze close-ups zijn niet aanwezig op de cd-rom.
- De cd-rom bevat ingesproken dialogen.
- Bepaalde personages die op de diskette-versie geen tekst hadden, hebben dit wel op de cd-rom.[2]

## Aanpassingen op NES
Het spel werd ook uitgebracht op Nintendo Entertainment System, maar aangezien Nintendo strikte censuurregels oplegt, diende een aantal zaken aangepast te worden, waaronder:
- Wanneer Graham in de woestijn water vindt en drinkt, verschijnt een boodschap dat water het nectar van de goden is dewelke Graham kracht en nieuwe moed geeft. Omdat de Nintendo-richtlijnen vermelden dat de spellen geen religieuze boodschappen mogen bevatten, werd dit aangepast naar "Het water voelde goed aan op Grahams droge lippen en zijn lichaam knapt op".[4]
- In het originele verhaal geeft koningin Isabella haar wolven de opdrachten om Graham en Cedric te doden. De wolven bijten Cedric effectief dood. Omdat een NES-spel geen impliciete doodscènes mag tonen, wordt Cedric niet doodgebeten, maar omgetoverd in een stenen beeld.
- In een andere scène zegt Mordack dat hij de familieleden van Graham zal omtoveren tot muizen om ze te voeden aan Mannanan, die momenteel nog een kat is. Op NES zegt Mordack dat hij zijn familieleden voor eeuwig zal opsluiten in de kerkers.[5]

## Onthaal
Het spel heeft de reputatie dat veel raadsels via onlogische methodes moeten worden opgelost. De rol van Cedric de uil, een soort van komediant, werd door veel spelers als een vervelend personage beschouwd. Ten slotte heeft het spel te veel situaties waarin Graham sterft en het spel dus ook stopt.
Desondanks kreeg het spel door critici wel goede recensies en werden er 500 000 exemplaren van verkocht.